# Clasele senatorilor Senatului Statelor Unite ale Americii
Un senator al Senatului Statelor Unite ale Americii este ales pentru o perioadă de șase ani, dar o treime din numărul total de senatori se schimbă din doi în doi ani, simultan cu votarea reprezentanților Camerei Reprezentanților care sunt aleși pentru doi ani și se schimbă după fiecare doi ani. Această precizare clară a Constituției Statelor Unite face ca să existe trei grupe de senatori, care reprezintă trei clase diferite, clasa 1, clasa 2 și clasa 3. A se remarca că nu se folosesc în mod intenționat numerale ordinale ci cardinale, întrucât nu este vorba de o ordonare calitativă sau cantitativă.
Cele trei clase ale senatorilor Senatului Statelor Unite, fiecare incluzând 33 ori de 34 senatori (din 1959, când Hawaii a devenit cel de-al 50-lea stat al Uniunii) reprezintă o modalitate de a indica intervalul constant de doi ani de schimbare al compoziției Congresului, respectiv terminarea mandatului pentru senatorii dintr-o anumită clasă. Fiecare Congres numărat are o durată de doi ani, deși orice senator servește, în mod normal, termene de șase ani.
Clasele senatoriale nu identifică senatorii unui stat oarecare ca fiind un senator senior sau unul junior, denominare care semnifică care dintre cei doi a avut o activitate mai lungă sau mai scurtă în Senatul țării.

## Împărțire istorică și constituțională
Constituția Statelor Unite ale Americii specifică că un termen senatorial este de șase ani, dar există o procedură anume de a face ca fiecare stat să urmeze același drum de alegere a senatorilor săi pentru a menține echilibrul numeric și principiul reînoirii unei treimi a Senatului odată la doi ani. 
Astfel, la data primelor alegeri federale, cele din 1788, fiecare din cele treisprezece state fondatoare ale Uniunii au numit fiecare câte doi senatori, după cum urmează,
- Clasa I – un senator pentru un mandat de doi ani și celălalt pentru un mandat de șase ani,
- Clasa II – un senator pentru patru ani și unul pentru șase ani, respectiv
- Clasa III – un senator pentru doi ani și unul pentru patru

După expirarea mandatului inițial, fiecare senator numit va intra în ritmul normal de a servi mandate complete de șase ani. După cel de-al Șaptesprezecelea amendament al Constituției SUA, alegerea prin vot a devenit obligatorie.
- când un nou stat este admis în Uniune, cei doi senatori ai săi intră cu două termene diferite, corespunzând cu două clase diferite, conform celor trei clase definite mai jos;
- aparteneța senatorilor noului stat la cele două clase atribuite se poate determina precis conform unei scheme care menține componența numerică a celor trei clase egală sau aproape egală (pe cât posibil); neîngăduind ca nici o clasă să aibă mai mult de un senator comparativ cu celelalte două.

În mod practic, această condiție face ca din cei doi noi senatori ai noului stat, cel puțin unul are un termen de mai puțin de șase ani, iar cel de-al doilea termen al celui de-al doilea senator este mai scurt cu doi sau cu patru ani decât primul termen.
Dacă un al 51-lea stat ar fi admis în Uniune, acesta va primi locuri pentru senatori de clasele I și II, astfel atingându-se echilibrul compozițional de 34 de senatori în fiecare din cele trei clase, conform aritmeticii elementare 2 X 51 = 102, dar și 3 x 34 = 102, întrucât numărul 102 este divizibil atât cu 2 cât și cu 3.

## Cele trei clase senatoriale

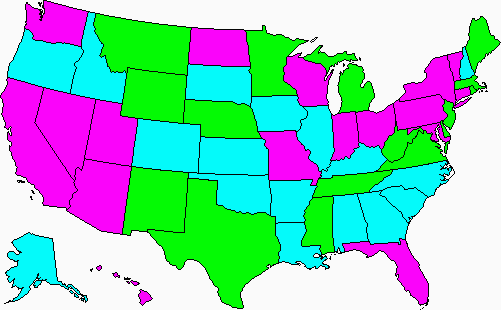
Clasele 1 și 2
Clasele 1 și 3
Clasele 2 și 3

Clasele 1 și 2
     Clasele 1 și 3
     Clasele 2 și 3

### Clasa I
Clasa I cuprinde 
- cei 33 de senatori actuali ale căror poziții vor fi subiectul re-alegerii în noiembrie 2012 și ale căror mandate se vor termina în ianuarie 2013; respectiv
- senatorii timpurii cu termene terminându-se în anii 2007, 2001, 1995, 1989, 1983, 1977, 1971, 1965, 1959, până în anii 1797, respectiv 1791.

Astfel, senatorii de clasă I, respectiv statele pe care aceștia le reprezintă sunt Jon Kyl (statul Arizona), Dianne Feinstein, (statul California), Joe Lieberman (statul Connecticut), Thomas R. Carper (statul Delaware), Bill Nelson (statul Florida), Daniel Akaka (statul Hawaii), Richard Lugar (statul Indiana), Olympia Snowe (statul Maine), Ben Cardin (statul Maryland), Ted Kennedy (statul Massachusetts), Debbie Stabenow (statul Michigan), Amy Klobuchar (statul Minnesota), Roger Wicker (statul Mississippi), Claire McCaskill (statul Missouri), Jon Tester (statul Montana), Ben Nelson (statul Nebraska), John Ensign (statul Nevada), Bob Menendez (statul New Jersey), Jeff Bingaman (statul New Mexico), Hillary Rodham Clinton (statul New York), Byron Dorgan (statul Dakota de Nord), Sherrod Brown (statul Ohio), Bob Casey, Jr. (statul Pennsylvania), Sheldon Whitehouse (statul Rhode Island), Bob Corker (statul Tennessee), Kay Bailey Hutchison (statul Texas), Orrin Hatch (statul Utah), Bernie Sanders (statul Vermont), Jim Webb (statul Virginia), Maria Cantwell (statul Washington), Robert Byrd (statul Virginia de Vest), Herb Kohl (statul Wisconsin) și John Barrasso (statul Wyoming).

### Clasa II
Clasa II cuprinde 

Compoziţia Senatului SUA pentru cel de-al 109-lea Congres al SUA (ales în noiembrie 2004), comparativ cu cea a celul de-al 110-lea Congres (ales în noiembrie 2006).

- cei 33 de senatori actualia ale căror poziții vor fi subiectul re-alegerii în noiembrie 2008 și al căror mandate se vor termina în ianuarie 2009; respectiv
- senatorii timpurii cu termene terminându-se în anii 2003, 1997, 1991, 1985, 1979, 1973, 1967, 1961, 1955, până în anii 1799, respectiv 1793.

Astfel, senatorii de clasă II, respectiv statele pe care aceștia le reprezintă sunt Jeff Sessions (statul Alabama), Ted Stevens (statul Alaska), Mark Pryor (statul Arkansas), Wayne Allard (statul Colorado), Joe Biden (statul Delaware), Saxby Chambliss (statul Georgia), Larry Craig (statul Idaho), Richard Durbin (statul Illinois), Tom Harkin (statul Iowa), Pat Roberts (statul Kansas), Mitch McConnell (statul Kentucky), Mary Landrieu (statul Louisiana), Susan Collins (statul Maine), John Kerry (statul Massachusetts), Carl Levin (statul Michigan), Norm Coleman (statul Minnesota), Thad Cochran (statul Mississippi), Max Baucus (statul Montana), Chuck Hagel (statul Nebraska), John E. Sununu (statul New Hampshire), Frank Lautenberg (statul New Jersey), Pete Domenici (statul New Mexico), Elizabeth Dole (statul Carolina de Nord), Jim Inhofe (statul Oklahoma), Gordon Smith (statul Oregon), Jack Reed (statul Rhode Island), Lindsey Graham (statul Carolina de Sud), Tim Johnson (statul Dakota de Sud), Lamar Alexander (statul Tennessee), John Cornyn (statul Texas), John Warner (statul Virginia), Jay Rockefeller (statul Virginia de Vest) și Mike Enzi (statul Wyoming).

### Clasa III
Clasa III cuprinde 

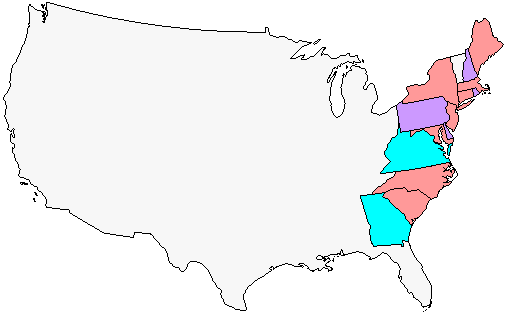
Compoziţia Întâiului Congres (1789 - 1791) al Statelor Unite ale Americii.

- cei 33 de senatori actuali ale căror poziții vor fi subiectul re-alegerii în noiembrie 2010 și ale căror mandate se vor termina în ianuarie 2011; respectiv
- senatorii timpurii cu termene terminându-se în anii 2005, 1999, 1993, 1987, 1981, 1975, 1969, 1963, 1957, până în anii 1801, respectiv 1795.

Astfel, senatorii de clasă II, respectiv statele pe care aceștia le reprezintă sunt Richard Shelby (statul Alabama), Lisa Murkowski (statul Alaska), John McCain (statul Arizona), Blanche Lincoln (statul Arkansas), Barbara Boxer (statul California), Ken Salazar (statul Colorado ), Christopher Dodd (statul Connecticut), Mel Martinez (statul Florida), Johnny Isakson (statul Georgia), Daniel Inouye (statul Hawaii), Mike Crapo (statul Idaho), Barack Obama (statul Illinois), Evan Bayh (statul Indiana), Chuck Grassley (statul Iowa), Sam Brownback (statul Kansas), Jim Bunning (statul Kentucky), David Vitter (statul Louisiana), Barbara Mikulski (statul Maryland), Kit Bond (statul Missouri), Harry Reid (statul Nevada), Judd Gregg (statul New Hampshire), Chuck Schumer (statul New York), Richard Burr (statul Carolina de Nord), Kent Conrad (statul Dakota de Nord), George Voinovich (statul Ohio), Tom Coburn (statul Oklahoma), Ron Wyden (statul Oregon), Arlen Specter (statul Pennsylvania), Jim DeMint (statul Carolina de Sud), John Thune (statul Dakota de Sud), Robert Foster Bennett (statul Utah), Patrick Leahy (statul Vermont), Patty Murray (statul Washington) și Russ Feingold (statul Wisconsin).

## Senatori actuali pe clasă și partid
La data de 7 octombrie 2008 
|                     |                     | Clasa 1 | Clasa 2 | Clasa 3 | Total |     |
| ------------------- | ------------------- | ------- | ------- | ------- | ----- | --- |
| Ultimele alegeri    | Ultimele alegeri    | 2006    | 2002    | 2004    | Total |     |
|                     | Republican          | 9       | 21      | 19      | 49    |     |
|                     | Democrat            | 22      | 12      | 15      | 49    |     |
|                     | Independent         | 2       | 0       | 0       | 2     |     |
| Total:              | Total:              | 33      | 33      | 34      | 100   | 100 |
| Următoarele alegeri | Următoarele alegeri | 2012    | 2008 *  | 2010    |       |     |

- Întrucât componența Congresului SUA va fi anunțată după 6 ianuarie 2009, actualizarea se va face după acea dată.